# Edinburg (Teksas)
Edinburg – miasto w Stanach Zjednoczonych, w stanie Teksas; siedziba hrabstwa Hidalgo. Według spisu w 2020 roku liczy 100,2 tys. mieszkańców i jest drugim co do wielkości miastem hrabstwa Hidalgo.